# Jakie Wellman
Jakie Kim Wellman (cũng là Matana Wellman, sinh ngày 22 tháng 7 năm 1988) là một vận động viên bơi lội người Zambia, chuyên về các nội dung tự do nước rút. Cô tốt nghiệp trung học của Kelly College ở Devon, Anh, và là thành viên của đội bơi cho Missouri State Bears, khi đang theo học tại Đại học bang Missouri ở Springfield, Missouri, Hoa Kỳ.
Wellman đủ điều kiện cho tự do 50 m nữ, khi 16 tuổi, tại Thế vận hội Mùa hè 2004 ở Athens, bằng cách nhận được một vị trí Quốc tế từ FINA, trong thời gian vào 28,39. Bơi trong nhiệt độ bốn, cô ấy chạy đến vị trí thứ tư bằng 0,13 giây sau Roshendra Vrolijk của Aruba vào 28,56. Wellman đã thất bại trong việc lọt vào bán kết, khi cô xếp thứ năm mươi trong tổng số 75 người bơi vào ngày cuối cùng của vòng sơ khảo.